# Hemiandra
Hemiandra és un gènere d'angiospermes que pertany a la família de les lamiàcies.
El gènere conté 16 espècies, que estan restringides al sud-oest d'Austràlia Occidental. Tots ells són arbustos postrats o petits relacionats amb Westringia. Les flors són de color roig, lila, rosa o blanc i bilabiades, el llavi inferior està dilatat i clapejat. Les fulles són rígides, estretes i sovint tenen puntes espinoses.

## Taxonomia
| - Hemiandra brevifolia - Hemiandra candidissima - Hemiandra coccinea - Hemiandra emarginata - Hemiandra gardneri - Hemiandra glabra - Hemiandra hirsuta - Hemiandra incana | - Hemiandra juniperina - Hemiandra leiantha - Hemiandra linearis - Hemiandra longifolia - Hemiandra pungens - Hemiandra rubriflora - Hemiandra rupestris - Hemiandra rutilans |